# Оливер Плат
Оливер Џејмс Плет (енгл. Oliver James Platt; Виндзор, 12. јануар 1960), канадско амерички је позоришни, филмски и ТВ глумац.
Године 1987. дебитовао је на телевизији. Током своје каријере, глумио је у више од 90 филмова и телевизијских серија, укључујући Удата за мафију, Танка линија смрти, Бетовен, Три мускетара, Непристојна понуда, Доктор Дулитл, Ником ни речи, 2012, Икс-мен: Прва класа, Кувар, Заточена, поред многих. Од 2010. до 2013. играо је у ТВ серији The Big C. Од 2015. године игра у ТВ серији Чикашка хитна помоћ.